# Temitope Ogunsemo
Temitope Ogunsemo, de nationalité Nigériane, né le 3 janvier 1984 à Port Harcourt, est le fondateur de Krystal Digital, une entreprise  spécialisée dans les technologies liées à l’éducation. Krystal Digital est aussi dans le domaine de la création, de la mise au point du déploiement de logiciels personnalisés conçus pour les institutions pédagogiques du Nigeria. Temitope a été élu Personnalité ouest-africaine de l'année 2018 par le Conseil de la jeunesse de la CEDEAO. Il a fait partie du classement Forbes des trente jeunes entrepreneurs les plus prometteurs du continent noir,.

## Vie et éducation
Ogunsemo est issu d'une famille de six enfants. Scolarisé au King's College, à Lagos, au Nigeria, il y finit ses études secondaires. À l'université d'Ibadan, il a poursuivi ses études en chimie industrielle, sanctionnées par un diplôme de licence. Au Royaume-Uni, à l'université de Salford, il a ensuite obtenu un diplôme de maîtrise, dans le domaine de la gestion des systèmes d'information.

## Carrière
Avant de connaître le succès avec son entreprise Krystal Digital, Temitope avait longtemps travaillé sur une pléthore de projets. Ce n'est qu’après qu’il fit le constat qu'il manque un plus à l'éducation de son pays et qu'il fallait innover,,.

## Krystal Digital
Créée sur fonds propres en 2011 à Lagos, Krystal Digital est une entreprise qui propose une multitude de services dans le domaine de la pédagogie qui est devenue incontournable dans le paysage éducatif du Nigeria. C'est son produit phare MySkool Portal qui est une application basée sur Internet conçue pour stocker et documenter correctement les données scolaires et universitaires qui a fait sa renommée. Au Nigeria, MySkool Portal de Krystal Digital est utilisée par plus de cinquante écoles secondaires  et plus de 65 000 étudiants. En 2017, Krystal Digital gagné le trophée de l'entreprise de technologie de l'année au Nigeria Technology Award,. En novembre 2018, Krystal Digital a reçu le prix de l'organisation TIC la plus entreprenante lors de la cérémonie de remise des prix aux entrepreneurs du Nigeria,. Krystal vaut trois millions de dollars et compte plus de 150 employés et collaborateurs,,.

## Récompenses et reconnaissance
Temitope Ogunsemo a été récompensé plusieurs fois :
- prix royal africain, 2020 - Forum royal africain des jeunes leaders ;
- prix d'excellence des anciens élèves, 2019 - université de Salford ;
- personnalité ouest-africaine de l'année 2018 - Conseil de la jeunesse de la CEDEAO ;
- prix de l'enfant africain pour l'intégrité dans le leadership des entreprises, 2019 - African Child Foundation ;
- les 30 jeunes entrepreneurs les plus influents d'Afrique 2019 - Congrès de la jeunesse africaine ;
- les 100 jeunes les plus influents, 2018 - Confédération de la jeunesse de l'Afrique de l'Ouest ;
- fondateur de la start-up Tech / PDG de l'année 2018 - Prix de la technologie du Nigeria ;
- jeune PDG de l'année 2018 - Forum des entreprises des jeunes PDG ;
- prix honorifique pour les performances exceptionnelles dans le domaine des TIC, 2018 - Prix MAYA ;
- prix spécial de reconnaissance, 2016 - Nigerian Technology Awards.